# SK Team Viking
SK Team Viking – szwedzki klub szachowy z siedzibą w Solnie, czterokrotny mistrz kraju.

## Historia
Klub powstał w 2009 roku z połączenia Sollentuna SK i Täby SK. Mecenasem klubu został Peter Hlawatsch, a głównym sponsorem przedsiębiorstwo Viking AB. Klub rozpoczął rozgrywki od Elitserien. W sezonie 2009/2010 zdobył mistrzostwo kraju. W 2010 roku SK Team Viking zadebiutował w Pucharze Europy. Szwedzki zespół wygrał wówczas cztery mecze i przegrał trzy, w końcowej klasyfikacji zajmując 14. miejsce. Sezon 2010/2011 klub zakończył uzyskaniem wicemistrzostwa Szwecji, kończąc rozgrywki z punktem straty do Lunds ASK. Rok później szachiści klubu wygrali Elitserien. W Pucharze Europy uzyskano natomiast 19. miejsce. W sezonie 2012/2013 klub zajął drugie miejsce w krajowej lidze, ulegając Limhamns SK. Sezon 2013/2014 SK Team Viking także ukończył na drugim miejscu, za SK Rockaden Stockholm. W Pucharze Europy zespół wygrał z Gambitem Skopje, Margirisem Kowno, CE de Bois-Colombes i Royalem Salzburg, zremisował z ŠK Dunajská Streda oraz przegrał z SOCAR-Azerbaijan i SG Solingen. Te wyniki zapewniły szwedzkiemu zespołowi 13. miejsce w klasyfikacji. W 2015 roku klub zdobył trzeci tytuł mistrzowski, a rozgrywki Pucharu Europy ukończył na 23. pozycji. W sezonie 2015/2016 zespół był drugi w Elitserien. Sezon 2016/2017 SK Team Viking zakończył uzyskaniem czwartego tytułu mistrza kraju. Rok później klub zajął trzecie miejsce w lidze. Po zakończeniu sezonu 2017/2018 klub wycofał się z rozgrywek.

## Arcymistrzowie w historii klubu
- Jewgienij Agrest[14]
- Juan Manuel Bellón López[15]
- Dávid Bérczes[16]
- Emanuel Berg[17]
- Pontus Carlsson[14]
- Pia Cramling[14]
- Thomas Ernst[14]
- Aleksiej Goganow[18]
- Siergiej Iwanow[14]
- Wasilios Kotronias[19]
- Miroslav Marković[20]
- Maksim Matłakow[20]
- Georg Meier[21]
- Eduardas Rozentalis[22]
- Aleksandr Szimanow[23]
- Aleksandr Volodin[23]